# 폐섬유증
폐섬유증(肺纖維症, 영어: pulmonary fibrosis)은 폐 조직이 굳어서 심각한 호흡 장애를 불러일으키는 호흡기 질환이다. 폐가 굳는다 함은 섬유질 결합조직의 과다누적을 의미하며 이 과정을 섬유화라고 한다. 섬유화가 진행되면 폐벽이 두꺼워져 혈액에 공급되는 산소량이 줄어든다. 그 결과 환자는 지속적으로 끔찍한 숨가쁨을 느끼게 된다.
섬유화의 명확한 이유를 진단할 수 있는 환자들도 있지만, 그 원인을 밝혀내지 못하는 경우도 있는데 이런 경우를 특발성 폐섬유증이라고 한다. 폐섬유증으로 인해 섬유화가 진행된 폐조직을 복구할 수 있는 방법은 없다.

## 징후 및 증상
폐 섬유증의 증상은 주로 다음과 같다.
- 호흡곤란(특히 운동을 할 때)
- 만성건조와 헛기침
- 피로
- 가슴의 통증을 수반한 답답함
- 식욕 상실 및 급격한 체중 감소

폐 섬유증은 과로와 함께 진행되는 호흡곤란 증상으로 진찰 될 수 있다. 때때로 청진 시 폐 기저부에서 미세한 흡기의 딱딱한 소리가 들릴 수 있다. 흉부 X-ray 상으로는 정상 또는 비정상으로 나타날 수 있지만 CT상에서는 비정상적인 폐의 모습을 볼 수 있다.

## 원인
폐 섬유증은 다른 질병으로부터의 합병증일 수 있다. 이들 중 대부분은 간질성 폐질환으로 분류된다. 예로서 자가면역증상, 바이러스 감염 및 결핵과 같은 박테리아 감염이 포함되며, 이는 폐의 상엽 또는 하엽 모두에서 섬유성 변화 및 폐에 대한 미세한 손상을 유발할 수 있다. 하지만 폐 섬유증은 밝혀지지 않은 원인에 의해 나타나기도 하는데 이런 경우를 "특발성"이라고 한다. 대부분의 특발성 사례는 특발성 폐섬유증으로 진단된다. 이는 일반적인 간질성 폐렴으로 알려진 일련의 조직학적/병리학적 특징을 배제한다. 두 경우 모두 환자의 하위 집합에서 유전적 소인을 가리키는 증거가 늘어나고 있다. 예를 들어, 계면활성제 단백질(SP-C)의 돌연변이는 폐 섬유증의 병력이 있는 일부 가족 내에 존재하는 것으로 보고되었다. 텔로머레이즈를 코딩하는 TERC또는 TERT유전자의 상염색체 우성 돌연변이가 폐 섬유증 환자의 약 15%에서 확인되었다.
2차 합병증으로 폐 섬유증을 유발할 수 있는 질병 및 상태는 다음과 같다.
- 직업이나 환경으로 인한 금속이나 특정 기체에 대한 노출에 의한 석면폐증, 규폐증.[8] 특히 광부, 선박 노동자 등은 더 높은 위험 환경에 노출되어 있다.
- 과민성 폐렴, 대부분의 세균, 곰팡이 또는 동물성 제품으로 오염된 먼지 흡입
- 흡연으로 인한 섬유증 유발 가능성 증가와 병세의 악화[5]
- 류마티스 관절염, 강직성 척추염, SLE 및 경피증과 같은 일부 전형적인 결합 조직 질환[5]
- 유육종증 및 다발혈관염을 동반한 육종과 같은 결합조직질환
- COVID-19를 포함한 감염
- 특정 약물. 아미오다론, 블레오마이신, 부설판, 메토트렉세이트[5], 아포모르핀, 니트로푸란토인(13) 등[9]

- 가슴의 방사선 치료

## 병의 발생
폐 섬유증은 정상적인 폐 실질의 점진적인 섬유조직으로의 교체됨과 관련있다. 폐 섬유증을 포함한 기관의 섬유증은 만성 염증보다는 비정상적인 상처 치유에 의한 세포 외 기질(ECM)의 과도한 축적에서 기인하고, 장기 기능의 손상으로 이어지며 결과적으로 높은 이환율 및 사망률을 나타낸다. 이때 TGF-β를 통한 신호전달 경로는 섬유성 병변의 주요 요인으로 알려져 있으며 실제로 TGF-β경로를 차단함은 인간 폐 섬유아세포에서 강력한 항섬유화 효과를 발휘한다. 정상적인 폐를 흉터 조직으로 대체하면 산소 확산 능력이 비가역적으로 감소하고 결과적으로 경직되거나 감소된 순응도가 폐 섬유증을 제한성 폐질환으로 만든다.

## 진단
폐 생검으로 진단할 수 있으며, 정확한 진단을 내리기 위해 충분한 조직을 얻기 위해서 전신마취를 동반한 영상 보조 흉강경 생검을 요할 수 있다. 이러한 종류의 생검은 흉벽을 통해 여러 개의 튜브를 배치하는 것과 관련되며, 그 중 하나는 평가를 위해 보낼 폐 조각을 잘라내는 데 사용된다. 제거된 조직을 현미경을 통한 조직병리학적으로 검사 하여 섬유증의 존재 및 패턴, 그리고 특정 원인을 나타낼 수 있는 특징을 확인한다.
전반적으로 폐 섬유증이 드물지는 않지만 각 개별 유형의 섬유증은 흔하지 않으며 환자에 대한 평가는 복잡하고 다분야의 접근이 필요하기 때문에 오진도 종종 일어난다.
폐활량 측정에서 제한적 폐 질환으로서 FEV1(1초 간 강제 호기량)과 FVC(강제 폐활량)가 모두 감소하므로 FEV1/FVC 비율은 정상이거나 이 비율이 다음과 같은 폐쇄성 폐 질환과 대조적으로 증가한다.

## 치료
폐 섬유증은 흉터 조직을 만들고, 흉터는 영구적이다. 진행을 늦추고 예방하는 방법 또한 원인에 따라 달라진다.
- 특발성 폐섬유증 치료의 선택은 매우 제한적이다. 연구가 진행 중 이지만 상태를 유의미하게 호전 시킬 수 있는 약물은 보고 되지 않았다. 심각한 상태의 경우 폐 이식이 유일한 선택지이다. 일부 유형의 폐 섬유증은 프레드니손 같은 코르티코스테로이드 및 기타 면역억제제에 반응할 수 있으므로 이러한 유형의 약물은 섬유증으로 이어지는 과정을 늦추기 위해 처방할 수도 있다.[15]

- 면역 체계는 여러 형태의 폐 섬유증 발병에서 중요한 역할을 하는 것으로 보이는데, 코르티코스테로이드와 같은 면역 억제제를 사용한 치료의 목표는 폐 염증과 그에 따른 흉터를 줄이는 것을 목적으로 한다. 치료에 대한 반응은 다양한데, 특발성 폐 섬유증은 뚜렷한 치료법이 아직 없기 때문에 면역 억제 치료를 통해 상태가 호전되는 환자의 경우 특발성 폐 섬유증이 아닐 가능성이 높다.
- 경미한 특발성 섬유증에서 흉터 예방에 대한 약리학적 제제로서 피르페니돈이 있다. 이는 걷기 테스트에서 효과를 보였지만 호흡기 증상에는 영향을 미치지 않는다. 두 번째로 닌테다닙은 다양한 티로신 인산화효소 수용체를 억제해 효과를 나타내며, 임상 시험에서 폐 기능 저하와 급성 악화를 감소시키는 것으로 나타났다.[16]

- 항염증제는 섬유화 과정을 늦추는데 제한적인 효과를 보였다. 비특이적 간질성 폐렴과 같은 일부 다른 유형의 섬유증은 코르티코스테로이드와 같은 면역억제 요법에 반응할 수 있다. 그러나 소수의 환자만이 코르티코스테로이드 단독으로 반응하므로 사이클로포스파미드, 아자티오프린, 메토트렉세이트, 페니실라민, 사이클로스포린과 같은 추가 면역억제제를 사용할 수 있다. 콜히친 또한 제한적으로 성공으로 사용되었다.[4] IFN-γ와 같은 새로운 약물에 대한 실험도 진행 중에 있다.
- 과민성 폐렴은 원인 물질과의 접촉을 피함으로써 악화되는 것을 방지할 수 있다.

## 예후
폐 섬유증으로 인한 저산소증은 폐 고혈압을 유발할 수 있으며, 이는 차례로 우심실의 심부전으로 이어질 수 있다. 저산소증은 산소 보충으로 예방할 수 있다.
또한 폐 섬유증은 폐색전증의 위험을 증가 시킬 수 있다.

## 역학
전 세계적으로 500만 명 이상이 폐 섬유증을 앓고 있다. 아래의 비율은 100,000명 당 사람 수이다.
또한 폐 섬유증은 COVID-19에서 알려진 증상 중 하나이며 COVID-19로 입원한 환자의 약 1/3에서 발생하는 것으로 추정된다.(2020년 7월 기준)
| 발병률   | 유병률    | 인구                                      | 적용 년도 | 참조                   |
| -------- | --------- | ----------------------------------------- | --------- | ---------------------- |
| 6.8-16.3 | 14.0-42.7 | U.S. health care claims processing system | 1996-2000 | Raghu et al.           |
| 8.8-17.4 | 27.9-63.0 | Olmsted County, MN                        | 1997-2005 | Fernandez Perez et al. |
| 27.5     | 30.3      | Males in Bernalillo County, NM            | 1988-1990 | Coultas et al.         |
| 11.5     | 14.5      | Females                                   |           |                        |

위의 통계에 따르면, 미국의 폐 섬유증 유병률은 2000년의 18세 이상 인구를 기준으로 29,000명 이상에서 약132,000명까지 여러 연령대에 거쳐 나타난다. 위에서 언급한 대로 오진으로 인하여 실제 환자는 훨씬 더 높을 수 있다. 일반적으로 진단시 환자는 40, 50대이며, 특발성 폐섬유증의 발병률은 50대 이후 급격히 증가한다. 그러나 대부분의 폐 기능의 상실은 일반적으로 노화, 심장 질환 또는 다른 흔한 폐 질환으로 인한 것이다.

## 전망
이러한 폐 섬유증의 연구는 생검을 통해 얻은 조직을 통해 실시하거나 세포 주를 사용하게 된다. 
몇몇 연구에서 줄기세포, 특히 중간엽 줄기 세포를 환자의 정맥 내로 투여하여 폐섬유증 치료에 사용한 최근 임상 시험이 이루어졌고 폐 기능이 증가함을 관찰한 바 있다. 이러한 중간엽 줄기 세포를 통한 효과는 손상된 세포를 이들 세포가 대체하기 때문이라고 여겨졌으나, 최근 연구에서 일련의 사이토카인이나 세포 외 소포로 구성된 세크레톰의 직접적인 세포 간 상호작용 또는 분비를 통해 조직 복구를 촉진 및 면역조절 효과를 나타낸다고 보고했다. 또한 섬유아세포 성장인자(FGF), 간세포 성장인자(HGF), 표피 성장인자(EGF)등의 성장 인자를 분비하여 재상피화 및 혈관신생을 촉진한다. 
또 다른 연구에서는 중간엽 줄기세포에서 손상된 세포로의 커넥신 매개 세포간 채널 또는 세포외 소포를 통한 직접적인 미토콘드리아 전달을 통해 수용 세포의 ATP 저장을 회복하고 세포 기능을 복구할 수 있다는 증거를 제시했다.
최근 오가노이드(organoid)에 대한 연구가 활발히 이어지고 있고, 이는 폐 섬유증 뿐만 아니라 다양한 질병 모델을 만드는 데 있어서 도움을 줄 것으로 기대된다. 최종적으로는 환자의 세포로부터 유도된 유도만능줄기세포를 이용하여 인공 폐를 생성하고 이식할 수 있는 기술에 도달할 것으로 보인다.  
또한 폐 섬유증에 대해 Fibroblast activation protein 등의 세포 막 발현 단백질에 대한 연구가 이어지고 있으며 또한 대식세포(Macrophage)의 유형에 따른 섬유증 유발에 대한 연구도 활발히 진행 중에 있다.